# Hapsinotus atripleurum
Hapsinotus atripleurum là một loài tò vò trong họ Ichneumonidae.